# Ovanskogstrappan

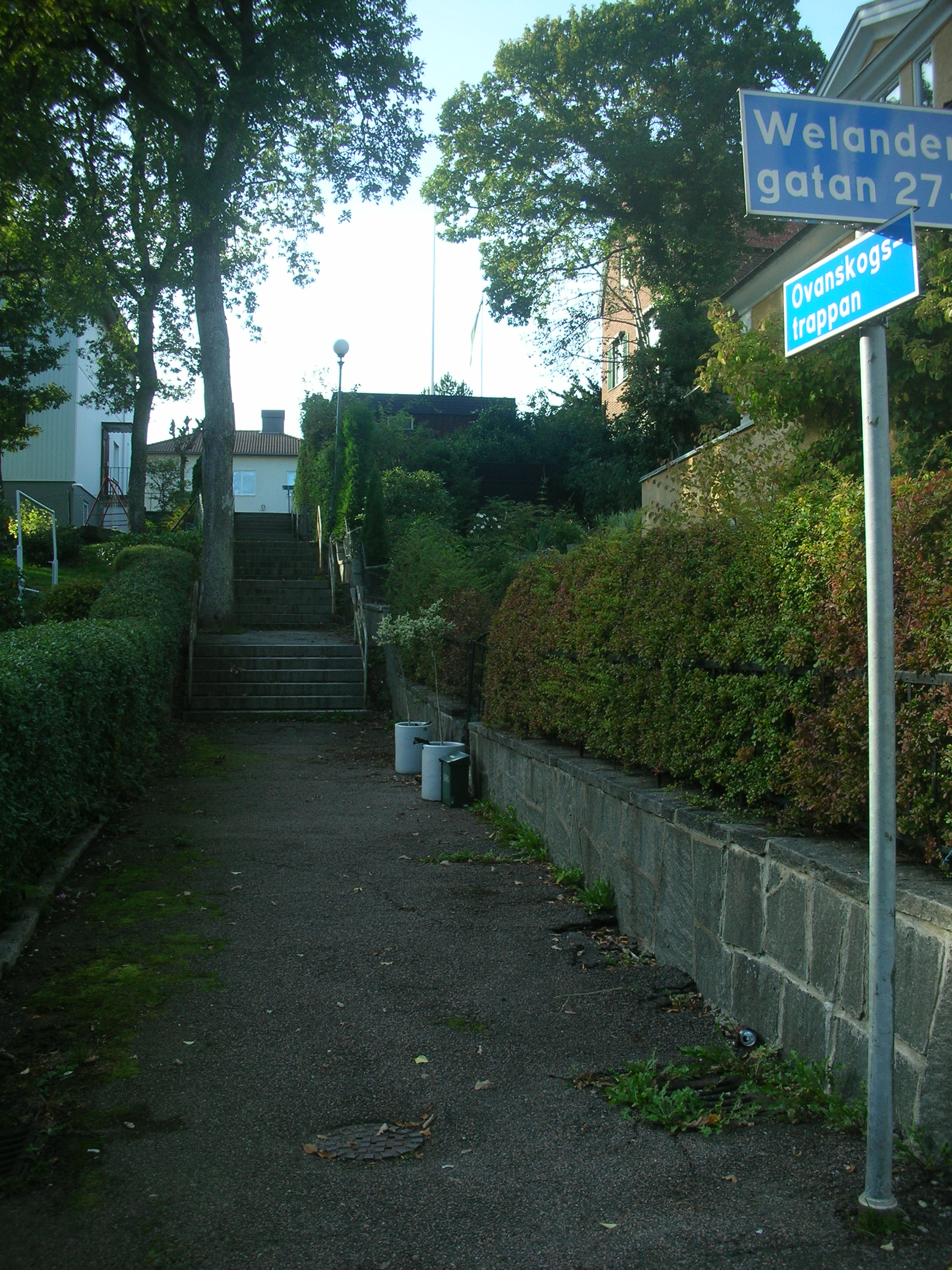
Ovanskogstrappan, september 2015.

Ovanskogstrappan är en cirka 65 meter lång trappgång, från Welandergatan 27 och upp till Ovanskogsliden 12 i stadsdelen Torp i Göteborg. Den fick sitt namn 1946. Kvarteret söder om trappan heter Kvarteret 13 Fingersvampen, och kvarteret norr om heter Kvarteret 14 Toppmurklan.